# 孫智燊
孫智燊（英語：George Chi-sen Sun，1935年—），筆名孫格拉底（Suncrates），中華民國（臺灣）學者，生於四川遂寧，祖籍河北寧晉，擁有美國國籍。主要研究中國哲學，長期服務於美國南阿拉巴馬州大學。臺大哲學系事件主要人物之一，受當時政治及校務關係影響，停聘多名教授。

## 生平
西元1949年，自中國大陸隨國民政府遷移臺灣。
西元1959年，畢業於臺灣大學外文系，從曾約農教授學習英文翻譯。之後改學哲學，師從方東美教授，1963年取得輔仁大學哲學博士。畢業後至台灣大學外文系任講師，1964年至美國加州大学洛杉矶分校留學。1971年取得南伊利諾州大學哲學博士，之後至南阿拉巴馬州大學（University of South Alabama）任教。
西元1973年，發生台大哲學系事件，4月，教育部宣布台大哲學所停止召生兩年。孫智燊回到台灣，在文化大學擔任客座教授。8月4日，經成中英推薦，孫智燊至台灣大學哲學系擔任客座教授，同時出任代理系主任。孫智燊上任之後，向校長閻振興取回哲學系教師改聘案，原計升任專任講師的李日章、胡基峻、梁振生、楊惠南，被重新提報仍為兼任講師。8月11日，宣布中國哲學座談會為非法組織。根據《臺大哲學系事件調查報告》附册中公布的檔案，孫智燊曾收集系上多位教授與學生的言行與文章，向當時臺灣大學校長閻振興，控告這些人思想傾共或是有政治上的問題。台大教授楊維哲在口述歷史中，曾舉出助教楊斐華與客座教授馬丁為例。
1974年，孫智燊召開哲學系緊急座談會。會中批判哲學系內部有美國費正清集團及成中英支持之人士，同時批評王曉波的論文。對外公布了此次座談會的會議記錄後，史紫忱於《自立晚報》連續五天發表評論，討論此事。
1975年，孫智燊宣布解聘趙天儀等七名教員。並使李日章、胡基峻無法續聘。8月，孫智燊卸下代理系主任職務，由黃振華出任哲學系主任。蔣經國下令組成專案小組，調查此事件，並約見孫智燊。孫智燊返回美國。
1993年，陳維昭擔任台灣大學校長，台大組成調查小組，對台大哲學系事件展開調查。
1995年，因為警總等單位拒絕提供資料，台灣大學校務會議移請監察院進行調查。孫智燊曾短暫返回台灣，在馮滬祥的協助下，召開記者會，對於台大哲學系事件作出回應。之後又回到美國。